# 无毛紫枝柳
无毛紫枝柳（学名：Salix heterochroma var. glabra）为杨柳科柳属下的一个变种。

## 扩展阅读
- 維基物種上的相關：无毛紫枝柳